# 連邦防護局
連邦防護局（れんぽうぼうごきょく、Federal Protective Service、FPS）は、アメリカ合衆国国土安全保障省の警察部門。

## 概要
1971年創設。アメリカの連邦法執行機関の一つであり、連邦政府が所有する建物や裁判所などの警備、及びそれら警備対象に関係する法執行を担う。21世紀に国土安保省が置かれるまでは共通役務庁（en:General Services Administration。日本の財務省理財局に相当する機関）の管轄だった。
警備の対象となる連邦施設はアメリカ全土に9,500箇所以上あり、約1,300人の法執行官や特別捜査官等と、約13,000人の契約警備員によって警備体制を構築している。

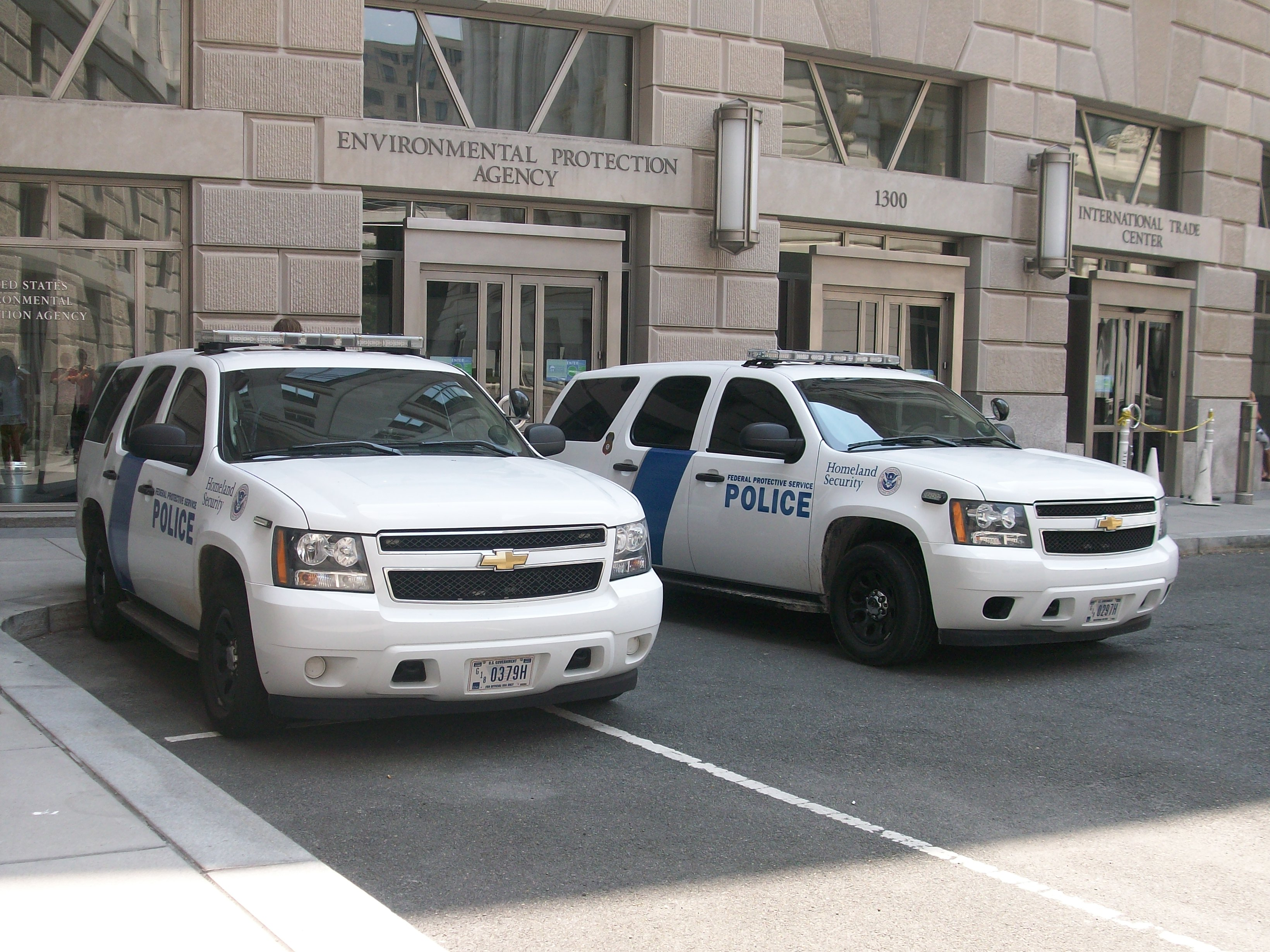
ポリスカー。シボレー・タホ